# The First 9 ½ Weeks
Série
Love in Paris
(1997)
Pour plus de détails, voir Fiche technique et Distribution.
The First 9 ½ Weeks est un film américain scénarisé et réalisé par Alex Wright, sorti directement en vidéo en 1998. Il s'agit d'une prequelle du film 9 Semaines ½ d'Adrian Lyne (1986).

## Fiche technique
Sauf indication contraire, les informations mentionnées dans cette section peuvent être confirmées par les bases de données cinématographiques IMDb et Allociné,  présentes dans la section « Liens externes ».
- Titre original et français : The First 9 ½ Weeks
- Réalisation : Alex Wright
- Scénario : Alex Wright
- Musique : Norman Orenstein et Gast Waltzing
- Photographie : John P. Tarver
- Son : Geoff Raffan, Virginia Storey et Seppe van Groeningen
- Montage : Mark Sanders
- Production : Barry Barnholtz, John Dunning † et Tom Reeve
  - Coproduction : Ernie Barbarash
- Sociétés de production :
  - États-Unis : Lions Gate Films, en association avec Barnholtz Entertainment
  - Royaume-Uni : Centurion
  - Luxembourg : The Carousel Picture Company
- Société de distribution : Lions Gate Films
- Budget : n/a
- Pays de production :  États-Unis[N 1]
- Langue originale : anglais
- Format : couleur - 35 mm
- Genre : drame, érotique, thriller
- Durée : 100 minutes
- Dates de sortie[1] :
  - États-Unis : 3 novembre 1998 (sortie directement en vidéo)
  - Royaume-Uni : mai 1999 (sortie directement en vidéo)
- Classification :
  - France : interdit aux moins de 16 ans[2]
  - États-Unis : interdit aux moins de 17 ans (R – Restricted)[N 2]
  - Royaume-Uni : interdit aux moins de 18 ans (18 - Suitable only for adults)[3]

## Distribution
Sauf indication contraire, les informations mentionnées dans cette section peuvent être confirmées par les bases de données cinématographiques IMDb et Allociné,  présentes dans la section « Liens externes ».
- Paul Mercurio : Matt Wade
- Clara Bellar : Emily Dubois
- Malcolm McDowell : Francois Dubois
- Frederic Forrest : David Millman
- Anna Jacyszyn : Robin Millman
- Billy Keane : Joey Handler
- Richard Durden : Laurence Garner
- Dennis Burkley : sheriff Marlon Tolette
- James Black : Maurice Boudreau
- Victoria Mahoney : Chantal
- Colin McFarlane : Remy
- Mitch Lackie : M. Whitaker
- Alexi Kaye Campbell : Harlan
- Alex Teligadis : garde cajun
- Glenn Wrage : Comte adjoint
- Robert L. Hall : garde chasse
- Paul Courtenay Hyu : Harry Long
- Fabienne De Marco : Aphrodite
- Rafael Springer : Thor
- Maxine Restall : Nymph
- Veena Bidasha : Isabel
- Neena Bidasha : Lucia